# Гадсон-Оукс (Техас)
Гадсон-Оукс (англ. Hudson Oaks) — місто (англ. city) в США, в окрузі Паркер штату Техас. Населення — 2174 особи (2020).

## Географія
Гадсон-Оукс розташований за координатами 32°45′1″ пн. ш. 97°41′59″ зх. д. / 32.75028° пн. ш. 97.69972° зх. д. (32.750308, -97.699788).  За даними Бюро перепису населення США в 2010 році місто мало площу 7,70 км², уся площа — суходіл.

## Демографія
Згідно з переписом 2010 року, у місті мешкали 1662 особи в 596 домогосподарствах у складі 509 родин. Густота населення становила 216 осіб/км².  Було 617 помешкань (80/км²).
Расовий склад населення:
| - 93,0 % — білих - 1,0 % — чорних або афроамериканців - 0,8 % — азіатів - 0,7 % — корінних американців - 0,2 % — вихідців з тихоокеанських островів - 2,1 % — осіб інших рас |

До двох чи більше рас належало 2,3 %. Частка іспаномовних становила 7,6 % від усіх жителів.
За віковим діапазоном населення розподілялося таким чином: 22,5 % — особи молодші 18 років, 65,9 % — особи у віці 18—64 років, 11,6 % — особи у віці 65 років та старші. Медіана віку мешканця становила 46,1 року. На 100 осіб жіночої статі у місті припадало 101,2 чоловіків;  на 100 жінок у віці від 18 років та старших — 99,7 чоловіків також старших 18 років.
Середній дохід на одне домашнє господарство  становив 121 136 доларів США (медіана — 103 125), а середній дохід на одну сім'ю — 130 420 доларів (медіана — 110 792). Медіана доходів становила 82 361 долар для чоловіків та 50 469 доларів для жінок. За межею бідності перебувало 3,1 % осіб, у тому числі 0,0 % дітей у віці до 18 років та 0,0 % осіб у віці 65 років та старших.
Цивільне працевлаштоване населення становило 1033 особи. Основні галузі зайнятості: виробництво — 20,7 %, освіта, охорона здоров'я та соціальна допомога — 19,1 %, роздрібна торгівля — 11,3 %, транспорт — 9,2 %.